# هارفي مانينغ
هارفي مانينغ (بالإنجليزية: Harvey Manning)‏ هو كاتب أمريكي، ولد في 16 يوليو 1925 في Ballard, Seattle ‏ في الولايات المتحدة، وتوفي في 12 نوفمبر 2006 في بالفيو في الولايات المتحدة.